# Oxynoemacheilus galilaeus
Oxynoemacheilus galilaeus é uma espécie de peixe actinopterígeo da família Balitoridae.
Pode ser encontrada nos seguintes países: Israel e Síria.
Os seus habitats naturais são: pântanos e lagos de água doce.
Está ameaçada por perda de habitat.